# 尾形明紀
尾形 明紀（おがた あきのり、Akinori Ogata、1973年8月14日 - ）は、神奈川県相模原市出身のアメリカンストックカーレーシングドライバー。NASCAR（National Association for Stock Car Auto Racing ）所属。居住地はアメリカ合衆国 ノースカロライナ州 ムアズビル。

## 略歴
14歳からモトクロスレースを開始し、19歳の時にNASCARの存在を知り、1999年、NASCAR参戦を前提にツインリンクもてぎで開催されていたMidgetカーシリーズに参戦開始。2003年よりNASCAR DODGE WEEKLY RACING SERIES（現ウェーレン・アメリカン･シリーズ）に参戦を続け、2010年、アメリカ合衆国よりNASCARドライバーとしてビザが発行され、現在はNASCARの聖地、ノースカロライナ州に活動拠点を移す。2012年よりNASCAR リージョナル シリーズ NASCAR K&N PRO SERIES-EASTに参戦。2014年11月7日 Phoenix Raceway にて、ナショナルシリーズであるNASCAR CAMPING WORLD TRUCK SERIESに参戦開始。2018年 11月10日、NASCAR Xfinity Seriesに Phoenix Racewayで参戦開始。 2022年 4月9日 ノースカロライナ州 の ヒッコリーモータースピードで開催された NASCAR Advance Auto Parts Weekly Series にて アメリカン ストックカーレーシング史上  日本人初優勝 (NASCAR.com)を遂げる。NASCAR下位クラスから参戦を続け、アメリカ人ドライバーと対等に戦うリアルNASCARドライバーとして NASCAR Cup Seriesを目指す日本人NASCARドライバー。

### 経歴
- 1987-1999 モトクロス参戦（MROJ、MCFAJ、MFJ: 1998,1999全日本モトクロス選手権）
- 1999-2006 ツインリンクもてぎ Midgetカーシリーズ 参戦
- 2004,2008 INEX LEGENDS CAR RACING（英語版）
- 2003-2011 NASCAR WHELEN ALL-AMERICAN SERIES
- 2012-2014 NASCAR K&N PRO SERIES - EAST
- 2014-     NASCAR CAMPING WORLD TRUCK SERIES
- 2018-     NASCAR Xfinity Series

## メディア出演
- グッと!地球便（2012年1月8日、読売テレビ）